# Миа Јовановић
Миа Јовановић (1997) је српска позоришна, телевизијска и гласовна глумица.

## Улоге

### Позориште

#### Позориште Бошко Буха
- Милена Деполо, Школа рокенрола, режија: Бобан Скерлић (2011)[1]
- Јохана Шпири, Хајди, режија: Ђурђа Тешић (2021)[2]

#### ДАДОВ
- Љубав је као чоколада, режија: Предраг Стојменовић (2021)[3]
- Бомбона, режија: Марко Челебић (2022)[4]

### Филмографија

#### Филм и серија
| Год.       | Назив                         | Улога      |
| ---------- | ----------------------------- | ---------- |
| 2010-е     |                               |            |
| 2017.      | Грофов мотел                  | Теја       |
| 2020.      | Преживети Београд             | Јована     |
| 2020.      | Убице мог оца                 | Маша Савић |
| 2020-2021. | Жигосани у рекету             | Тамара     |
| 2021.      | Хаџи продане дуђе - Негативац | Емоција    |

#### Цртани филмови и серије
| Година синх. | Цртани филм               | Улога           |
| ------------ | ------------------------- | --------------- |
| 2021.        | Стивен Универс: Будућност | Кони Махесваран |